# Limnophora argentata
Limnophora argentata är en tvåvingeart som beskrevs av Fritz Isidore van Emden 1965. Limnophora argentata ingår i släktet Limnophora och familjen husflugor. Inga underarter finns listade i Catalogue of Life.